# 屯田駅
屯田駅（トゥンジョンえき）は、大韓民国京畿道龍仁市処仁区にある、龍仁軽電鉄の駅である。駅番号は(Y123)。

## 駅構造
相対式ホーム2面2線を有する高架駅。　

### のりば
- のりばの番号は存在しない。

| 上り | ●龍仁軽電鉄 | 器興行き               |
| 下り | ●龍仁軽電鉄 | 前垈・エバーランド方面 |

## 駅周辺
- 慶安川橋
- 仁正橋
- 嶺東高速道路龍仁IC
- 龍仁屯田初等学校
- 屯田第一初等学校
- 英門中学校

## 歴史
- 2013年4月26日 - 開業。

## 隣の駅
龍仁軽電鉄
●龍仁軽電鉄
洑坪駅 (Y122) - 屯田駅 (Y123) - 前垈・エバーランド駅 (Y124)